# Palaeontographical Society
Die Palaeontographical Society ist eine 1847 gegründete britische paläontologische Gesellschaft mit Sitz in London. Sie ist die älteste noch existierende paläontologische Organisation.
Initiator der Gründung war James Scott Bowerbank, der auch Honorary Secretary wurde. Der erste Präsident war Henry Thomas de la Beche und prominente frühe Mitglieder waren Charles Lyell, Gideon Mantell, Roderick Murchison und Adam Sedgwick, Richard Owen und Charles Darwin.
Eine ihrer Hauptaufgaben ist die Publikation von Monographien über fossile Fauna und Flora von Großbritannien und die erste Monographie erschien 1848 und bis 2014 sind 643 Monographien erschienen, darunter von Charles Darwin über Seepocken (1854) und die Entenmuscheln Lepadidae (1852) und Richard Owen über Dinosaurier (1869). Sie leistet in diesem Zusammenhang auch finanzielle Unterstützung für Forschungsarbeiten. Es gibt ein jährliches Treffen.
Sie vergeben ab 2014 alle zwei Jahre die Palaeontographical Society Medal und unterstützten insbesondere Arbeiten zur Taxonomie und systematischen Paläontologie in Großbritannien und Irland. 

## Palaeontographical Society Medal
- 2014 William James Kennedy, Direktor des Museum of Natural History in Oxford und Professor an der Universität Oxford, als international führender Experte für Ammoniten aus der Kreide und Stratigraphie mariner Ablagerungen der Kreide
- 2016 Adrian W. A. Rushton, British Geological Survey, ein Experte für die Stratigraphie des unteren Paläozoikums in Großbritannien